# Іриков Микола Романович
Микола Романович Іриков (1921 село Верхня Казарма Зілаїрського району Республіки Башкортостан — 16 березня 1943) — Герой Радянського Союзу. Молодший лейтенант. Проходив службу в 371-му окремому танковому батальйоні 169-ї танкової бригади 2-го танкового корпусу 3-ї гвардійської армії Південно-Західного фронту.
16 березня 1943 року танкову частину, в якій служив Іриков атакували переважаючі сили противника, в числі яких була і танкова дивізія СС. Танк молодшого лейтенанта Ірикова підбив 3 німецьких машини, але і сам був підбитий. Однак палаючий танк продовжив бій і підбив ще одну німецьку машину. І тоді 3 німецьких танки практично одночасно вистрілили в палаючу, нерухому радянську машину.
Загинув 17 березня 1943 року. Похований разом з екіпажем в селі Тетлега Чугуївського району Харківської області.
За національністю — чуваш.

## Нагороди
- Медаль «Золота Зірка» Героя Радянського Союзу (19.06.1943)
- Орден Леніна (19.06.1943)
- Орден Червоного Прапора (1942)